# یرپوس
یرپوس (به سوئدی: Järpås) یک منطقهٔ مسکونی در سوئد است که در بخش لیدشوپینگ واقع شده‌است. یرپوس ۱٫۰ کیلومتر مربع مساحت و ۷۹۵ نفر جمعیت دارد.